# Konstantin Wjatscheslawowitsch Kuperassow
Konstantin Wjatscheslawowitsch Kuperassow (russisch Константин Вячеславович Куперасов; * 20. Juni 1991) ist ein russischer Bahnradfahrer.
Konstantin Kuperassow gewann 2008 bei der Bahnradeuropameisterschaft im polnischen Pruszków die Silbermedaille im Scratch der Junioren. Bei der Weltmeisterschaft wurde er Zweiter in der Mannschaftsverfolgung. Im nächsten Jahr gewann er bei der Junioren-Weltmeisterschaft in Moskau jeweils die Silbermedaille in der Einerverfolgung und im Omnium. In der Mannschaftsverfolgung gewann er mit dem Nationalteam den Weltmeistertitel. Seit 2010 fährt Kuperassow für das russische Katusha Continental Team.

## Erfolge
2008
- Europameisterschaft – Scratch (Junioren)
- Weltmeisterschaft – Mannschaftsverfolgung (Junioren) mit Artur Jerschow, Wiktor Schmalko und Matwei Subow

2009
- Weltmeisterschaft – Einerverfolgung (Junioren)
- Weltmeister – Mannschaftsverfolgung (Junioren) mit Wiktor Manakow, Iwan Sawizki und Matwei Subow
- Weltmeisterschaft – Omnium (Junioren)
- Europameister – Einerverfolgung (Junioren)
- Europameister – Mannschaftsverfolgung (Junioren) mit Wiktor Manakow, Iwan Sawizki und Matwei Subow

## Teams
- 2010 Katusha Continental Team
- 2013 Itera-Katusha